# Бонни и Клайд
Бо́нни Элизабет Паркер (англ. Bonnie Elizabeth Parker; 1 октября 1910 — 23 мая 1934) и Клайд Чеснат Бэрроу (англ. Clyde Chestnut Barrow; 24 марта 1909 — 23 мая 1934) — американские грабители, действовавшие во времена Великой депрессии.
В разное время в их банду также входили: Бак Бэрроу, старший брат Клайда; Бланш Бэрроу, жена Бака; Рэймонд Гамильтон, В. Д. Джонс, Джо Палмер, Ральф. Хотя они известны по примерно двенадцати ограблениям банков, Бэрроу предпочитал грабить небольшие магазинчики, парикмахерские и заправки. Считается, что жертвами банды стали, по крайней мере, девять полицейских и несколько гражданских лиц. Сами Бонни и Клайд были убиты 23 мая 1934 года техасскими рейнджерами и полицейскими из штата Луизиана.

## Начало

### Бонни Паркер
Бонни Элизабет Паркер родилась в Ровене, штат Техас, средняя из трёх сестёр. Её отец, каменщик Чарльз Паркер, умер, когда Бонни было 4 года. Её мать, Эмма Краузе, переехала с детьми в дом своих родителей в Семент-Сити, индустриальный пригород Далласа, где она работала швеёй. Её прадед по матери, Франк Краузе, иммигрировал из Германии. Несмотря на то, что её семья жила в бедности, Бонни делала успехи в школе — была одной из лучших учениц в школе, с богатой фантазией, со склонностью к актёрству и импровизациям. Она любила модно одеваться. Её способности к письму позже нашли своё выражение в стихотворениях, таких как: «История суицидальной Сидни», «Конец тропы» (известное как «История Бонни и Клайда»). В 15 лет Бонни встретила Роя Торнтона. Вместе они бросили школу.
25 сентября 1926 года привлекательная миниатюрная девушка (при росте 150 см она весила 44 кг) вышла за него замуж.
В 1927 году Бонни устроилась на работу официанткой в «Кафе Марко» в Восточном Далласе, но спустя 2 года началась великая экономическая депрессия, и кафе закрылось.
Отношения между супругами не сложились. Через год после женитьбы муж стал регулярно исчезать на долгие недели, и уже в январе 1929 года они расстались. Вскоре после разрыва (официального развода не было, и Бонни до смерти носила обручальное кольцо) Торнтон попал на 5 лет в тюрьму. Когда он узнал о смерти Бонни, он сказал: «Я рад, что они так повеселились. Это гораздо лучше, чем быть пойманным».
В 1929 году, после распада её брака, но ещё до встречи с Клайдом Бэрроу, Паркер жила со своей матерью и работала официанткой в Далласе. Один из постоянных клиентов кафе, почтовый работник Тед Хинтон, в 1934 году примет участие в засаде на Бонни и Клайда. В своём дневнике, который она вела в начале 1929 года, она писала о своём одиночестве и любви к звуковому кино.

### Клайд Бэрроу
Клайд Чеснат Бэрроу родился в округе Эллис, Техас, недалеко от Далласа. Он был пятым из семи детей Генри Бэзила Бэрроу (1874—1957) и Кьюми Т. Уокер (1874—1943). Вырос в семье бедных фермеров.
Клайда впервые арестовали в конце 1926 года, когда он не вернул вовремя арендованную машину. Вскоре вместе с братом Марвином «Баком» Бэрроу был повторно арестован за кражу индюков. Несмотря на то, что у него была законная работа, в период с 1927 по 1929 год он взламывал сейфы, грабил магазины и угонял машины.
После нескольких арестов в 1928 и 1929 годах, Клайд был отправлен в тюрьму Истхэм в Техасе в апреле 1930 года. Во время отбывания наказания он убил другого заключённого, по некоторым данным он совершил это как месть за сексуальное насилие над собой.
В 1932 году он был освобождён досрочно. Из тюрьмы он вышел ещё более закалённым и жестоким преступником. Его сестра Мэри говорила «Должно быть, что-то ужасное произошло с ним в тюрьме, потому что он уже никогда не бывал прежним». Ральф Фултс, отбывавший наказание в одно время с Клайдом, сказал, что на его глазах он превратился из школьника в гремучую змею. У Клайда не было двух пальцев на ноге, он отрезал их в тюрьме, где в то время был бунт, по другим данным он совершил это чтобы его освободили от работы.

### Первая встреча
Существует несколько версий того, как Бонни и Клайд впервые встретились. Самой правдоподобной выглядит та, согласно которой Бонни Паркер и Клайд Бэрроу познакомились в январе 1930 года в доме подруги.
Они сразу же понравились друг другу; большинство историков считает, что Бонни присоединилась к Клайду, потому что была влюблена в него. Она оставалась ему верным компаньоном во время его преступлений, и ожидала насильственной смерти, которая, по их мнению, была неизбежна.

## Совместные преступления

### 1932 год: первые грабежи и убийства
В феврале 1932 года Клайд вышел из тюрьмы, и они с Ральфом Фултсом начали грабить магазинчики и заправки. Их целью было накопить достаточно денег и оружия, чтобы организовать массовый побег из тюрьмы Истхэм. 19 апреля Бонни Паркер и Фултс были арестованы во время неудачного ограбления магазина бытовой техники. Бонни выпустили через несколько месяцев, а Фултс навсегда покинул банду.
30 апреля во время ограбления магазина, владелец пытался оказать сопротивление преступникам, за что был убит выстрелом в сердце. После этого случая банда становится все более и более агрессивной. 5 августа, в то время как Паркер навещала свою мать, Гамильтон и Клайд, будучи в состоянии алкогольного опьянения, расстреляли шерифа и его помощников в баре в городе Стрингтаун, Оклахома. Следующее убийство произошло 11 октября в Шермане, Техас. Жертвой стал владелец магазина Говард Холл. Из магазина банда унесла 28 долларов наличными и кое-какие продукты. Позже Бонни заявила, что пора перестать играть в игрушки, и начать заниматься серьёзными делами. И начались грабежи, убийства, угоны автомобилей. В результате всего этого Гамильтон был пойман и приговорён к 60 годам заключения. «После ареста Гамильтона Бонни научилась стрелять, — пишет биограф преступной парочки Джон Шеви, — проявив настоящую страсть к огнестрельному оружию. Их машина превратилась в отличный арсенал: несколько автоматов, винтовок и охотничьих ружей, дюжина револьверов и пистолетов, тысячи патронов. С помощью Бонни Клайд овладевает искусством в считанные секунды выхватывать винтовку из специально вшитого вдоль ноги кармана. Такого рода виртуозность очень развлекает обоих. Они вырабатывают собственный элегантный стиль убийств. Во всем этом Бонни привлекает прежде всего романтико-героическая сторона дела. Она понимает, что выбрала смерть. Но это для неё приятнее, чем пережитая ранее скука. С однообразием размеренной жизни окружающих для неё покончено навсегда. Она будет знаменитой по-своему. По крайней мере, о ней будут говорить».
В. Д. Джонс был другом семьи Бэрроу с самого детства. Хотя в канун Рождества 1932 года ему было всего 16 лет, он убедил уезжающих из Далласа Бонни и Клайда взять его с собой. На следующий же день Джонс совершил первое убийство. Он и Клайд убили владельца машины, которую пытались угнать. Менее чем через две недели, 6 января 1933 года, Бэрроу застрелил ещё и помощника шерифа Малькольма Дэвиса из округа Таррант, когда Паркер и Джонс угодили в ловушку, предназначенную для другого преступника.

### 1933 год

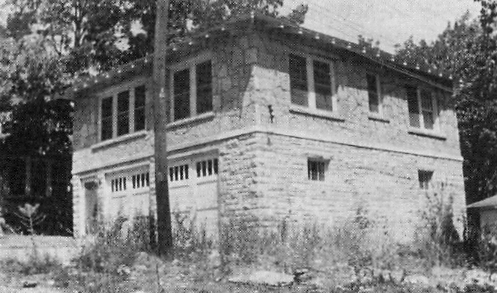
Квартира Бонни и Клайда в Джоплине

22 марта 1933 года Бака Бэрроу выпустили из тюрьмы по амнистии. Через некоторое время он и его жена Бланш поселились вместе с Клайдом, Бонни и Джонсом в трёхкомнатной квартире над гаражом в городе Джоплин, Миссури, где в конце 1920 года традиционно скрывались гангстеры. Изначально Бак и Бланш просто зашли в гости, чтобы убедить Клайда сдаться властям. Вскоре компания привлекла своим громким и подозрительным поведением внимание властей — каждый день они шумели, играли в карты и распивали алкоголь, а однажды пулемет Браунинга выстрелил прямо в квартире, когда Клайд чистил его. Они много фотографировались. На множестве снимков Бонни запечатлена в театральных позах. По фотографиям видно стремление Бонни и Клайда выглядеть элегантно, копируя рекламные снимки. Соседям также показалось подозрительным, что их машины зарегистрированы в другом штате — Техасе.
Бригадир Дж. Б. Келер предполагает, что подозрительная компания — бутлегеры, и решает организовать облаву. 13 апреля 1933 года в 4 часа дня две полицейские машины приближаются к квартире Бэрроу. Клайд и Джонс стоят на крыльце, когда подъезжает первая машина. Моментально они скрываются в гараже, захлопнув за собой дверь. Вторая полицейская машина перегораживает дорогу, блокируя выезд из гаража. Клайд и Джонс стреляют из гаража. Это сигнал для тех, кто находится в квартире. Уже после первых выстрелов полиция несёт потери: один ранен, второй убит. Келер посылает за подкреплением. Под прикрытием автоматных очередей Клайда и Бака Джонс бросается к полицейской машине, которая всё ещё перегораживает дорогу. Он пытается снять машину с ручного тормоза, когда пуля ранит его в голову. Шатаясь, он возвращается в дом. Бак пытается также освободить проезд, и ему это удаётся. Он снимает полицейскую машину с тормоза и, используя её как щит, выталкивает её на шоссе и снова возвращается в дом. Машина преступников выезжает из гаража и скрывается.
При осмотре квартиры, в которой жила банда Бэрроу, было найдено большое количество фотографий, а также стихотворения Бонни. Эти фотографии стали первыми достоверными изображениями преступников. Фотографии преступников рассылают в соседние штаты.

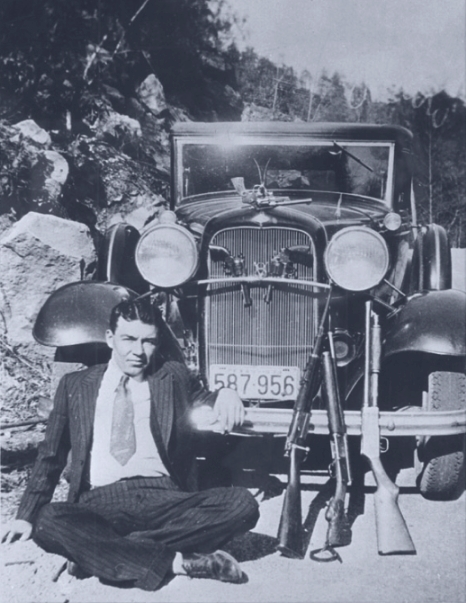
Шестнадцатилетний В. Д. Джонс совершил два убийства уже в первые две недели после того, как присоединился к Клайду Бэрроу

В течение следующих трёх месяцев они ехали из Техаса на север до самой Миннесоты. В мае они попытались ограбить банк в Лусерне, Индиана и ограбили банк в Окабине, Миннесота. Ранее в ходе угона автомобиля, принадлежавшего Дилларду Дэрби, они похитили его и Софию Стоун в Растоне, Луизиана. Это был один из пяти случаев похищения, которые они совершили с 1932 по 1934 годы. Кроме Дилларда и Софии, они похитили: Джо Джонса 14 августа 1932 года, офицера Томаса Перселля в январе 1933 года, шерифа Джорджа Корри и начальника полиции Пола Харди 10 июня 1933 года и Перси Бойда 6 апреля 1934 года. Обычно они отпускали своих жертв далеко от дома. Иногда они давали им денег, чтобы они могли вернуться.
Хотя публикации и фотографии в газетах создавали образ красивой и романтичной жизни Бонни и Клайда, однако, по словам Бланш, они были в отчаянии. В своей книге она писала, что когда они уезжали из Джоплина, все её надежды и мечты были разрушены. Известность добавила им проблем. Более отели и рестораны не были приемлемым вариантом. Они спали в лесу у костра, а мылись в холодных реках. Среди двух пар и «пятого колеса» Джонса начались ссоры. Джонсу было так неприятно находиться в этой компании, что он использовал угнанную у Дэрби машину, чтобы уехать от них. Он вернулся 8 июня.
10 июня Паркер, Бэрроу и Джонс попали в автомобильную аварию — Клайд не заметил знак о ремонте моста, и машина улетела в овраг. Бонни получила ожог третьей степени правой ноги. Причина достоверно неизвестна — либо машина загорелась из-за утечки бензина, либо на ногу Паркер попала кислота из автомобильного аккумулятора. Ближе к концу своей жизни Бонни с трудом передвигалась — она либо прыгала на здоровой ноге, либо её нёс Клайд. Они получили первую помощь у семьи местных фермеров. Встретившись с Баком и Бланш, они отправились в Форт-Смит, Арканзас, где они залечивали раны Бонни. Чуть позже Клайд убил городского маршала Генри Хамфри в городе Альма, Арканзас. Из-за этого им снова пришлось бежать, несмотря на плачевное состояние Бонни.

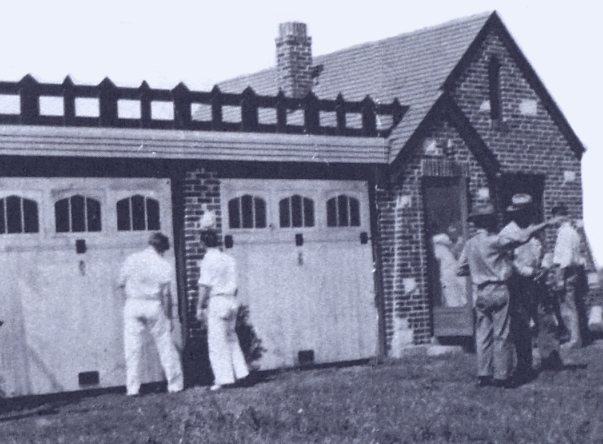
Мотель «Red Crown», куда подозрительное поведение банды привело полицию, и где получил ранение в голову Бак Бэрроу

18 июня 1933 года они поселились в мотеле «Red Crown» в Арканзасе. Он представлял собой всего два номера, соединённых гаражами. Банда арендовала оба. Они сразу же привлекли к себе излишнее внимание. Владелец заметил, что Бланш зарегистрировала трёх человек, когда он видел пятерых, выходящих из машины. Также ему показалось подозрительным, что Клайд въехал в гараж задним ходом, «по-гангстерски», чтобы было удобнее бежать. Бланш покупала еду и выпивку на пять человек. Она была одета в брюки, что было необычно для женщин того времени и тех мест. Окна своего номера они заклеили газетами. Всего этого хватило, чтобы владелец рассказал о подозрительной компании капитану Уильяму Бэкстеру.
Когда Клайд и Джонс отправились в ближайший город за едой и лекарствами для Бонни, аптекарь позвонил шерифу Холту Коффи, и тот поставил домики под наблюдение. В 23 часа шериф с группой вооружённых офицеров атаковал мотель; преступникам снова удалось ускользнуть, однако Бак получил ранение в голову, а Бланш практически ослепла от осколков.

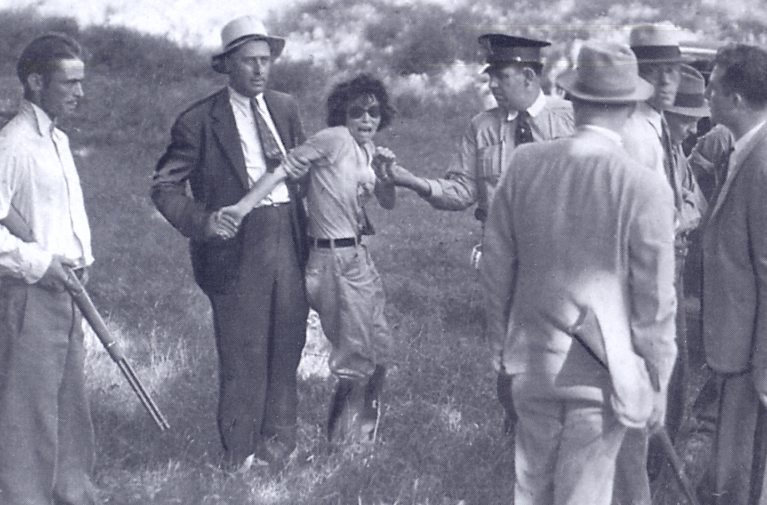
Арест Бланш

Пять дней спустя банда остановилась в заброшенном парке аттракционов рядом с городом Декстер, Айова. Ранение Бака было настолько тяжёлым, что Бонни и Клайд даже вырыли могилу для него. Местные жители заметили окровавленные бинты и поняли, что отдыхающие были бандой Бэрроу. Вскоре они снова оказались под огнём в присутствии более ста зрителей. Бонни, Клайд и Джонс сбежали. Бак получил ещё одно ранение, на этот раз в спину, и его с женой арестовали. Бак умер пять дней спустя в больнице из-за осложнений после операции.
Следующие шесть недель Паркер, Бэрроу и Джонс провели далеко от обычных для себя мест и старались не выделяться, совершая только мелкие грабежи, чтобы добыть денег на повседневные нужды. 20 августа они ограбили магазин боеприпасов в Плэттвилле, Иллинойс. Они пополнили свой арсенал автоматами Браунинга, пистолетами и большим количеством патронов.
В начале сентября они рискнули вернуться в Даллас, чтобы повидаться с семьёй, а после заехали в Хьюстон, куда переехала мать Джонса. Там его арестовали.
22 ноября Паркер и Бэрроу снова едва не арестованы в ныне заброшенном городе Соуэрс в Техасе при попытке снова увидеться с семьёй. Шериф Далласа Смут Шмид и двое его подчинённых устроили на них засаду. Клайд почувствовал ловушку и проехал мимо машины, в которой сидела его семья. Тогда шериф и его помощники открыли огонь. Члены семьи не пострадали. Бонни и Клайд сбежали из города в ту же ночь.

### 1934 год
16 января 1934 года Клайд наконец осуществил свой давно задуманный план налёта на тюрьму Истхэм. В результате оттуда сбежали Рэймонд Гамильтон, Генри Метвин и ряд других преступников. Общественность была возмущена, техасская пенитенциарная система получила много критики в свой адрес, и Клайд наконец исполнил то, что Филлипс назвал страстью всей его жизни: он отомстил техасскому Управлению исправительных учреждений.
Во время побега из тюрьмы Джо Палмер выстрелил в офицера Джо Кроусона. Этот случай заставил Техас и федеральные органы власти бросить все силы на поимку Бонни и Клайда.

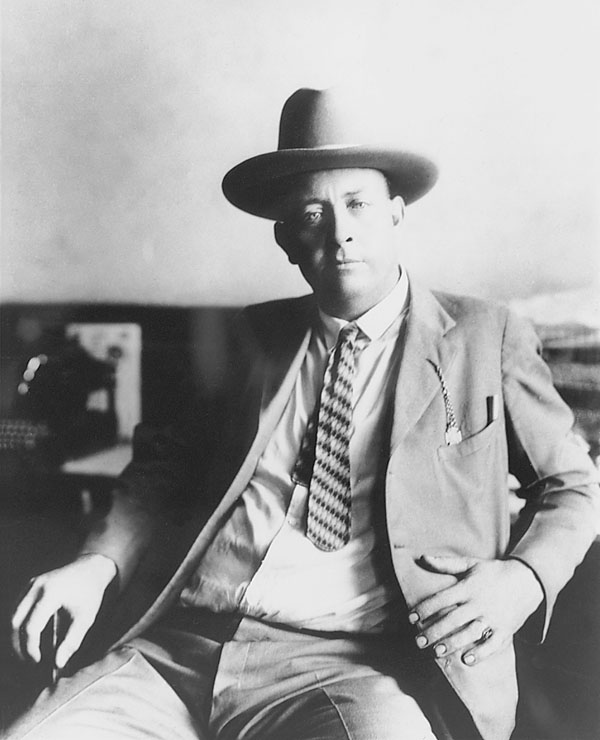
Фрэнк А. Хеймер

Для поимки Бонни и Клайда был нанят бывший техасский рейнджер капитан Фрэнк А. Хеймер. Высокий, крепкий, скрытный и неразговорчивый, он всегда «беспрекословно подчинялся закону или тому, что он считал законом». В течение двадцати лет он вызывал страх и восхищение у всего штата одинокой звезды. Он заработал свою репутацию, проведя несколько зрелищных арестов и застрелив множество техасских преступников. Ему приписывают 53 убийства; он сам был ранен 17 раз.
С 10 февраля он стал тенью Бонни и Клайда. 1 апреля 1934 года Бэрроу и Метвин убили на шоссе двух патрульных Х. Д. Мёрфи и Эдварда Брайанта Уилера. Этот случай широко освещался в газете. Правда, тогда газеты ошибочно писали, что Мёрфи убила Бонни, в частности, из-за того, что на месте преступления якобы был найден окурок сигары с отметинами крошечных зубов, которые могли принадлежать только Бонни. Начальник патруля Л. Г. Фэрс назначил награду в 1000 $ за трупы убийц; не за их поимку, а лишь за трупы.
Враждебное настроение общественности возросло, когда через пять дней Бэрроу и Метвин убили 60-летнего констебля и отца-одиночку Уильяма «Кэла» Кэмпбелла недалеко от Коммерса, Оклахома. Тогда же они похитили начальника полиции Коммерса Перси Бойда, пересекли с ним границу Канзаса, а затем выпустили в чистой рубашке, с несколькими долларами и просьбой Бонни рассказать миру, что она не курит сигары.

## Смерть

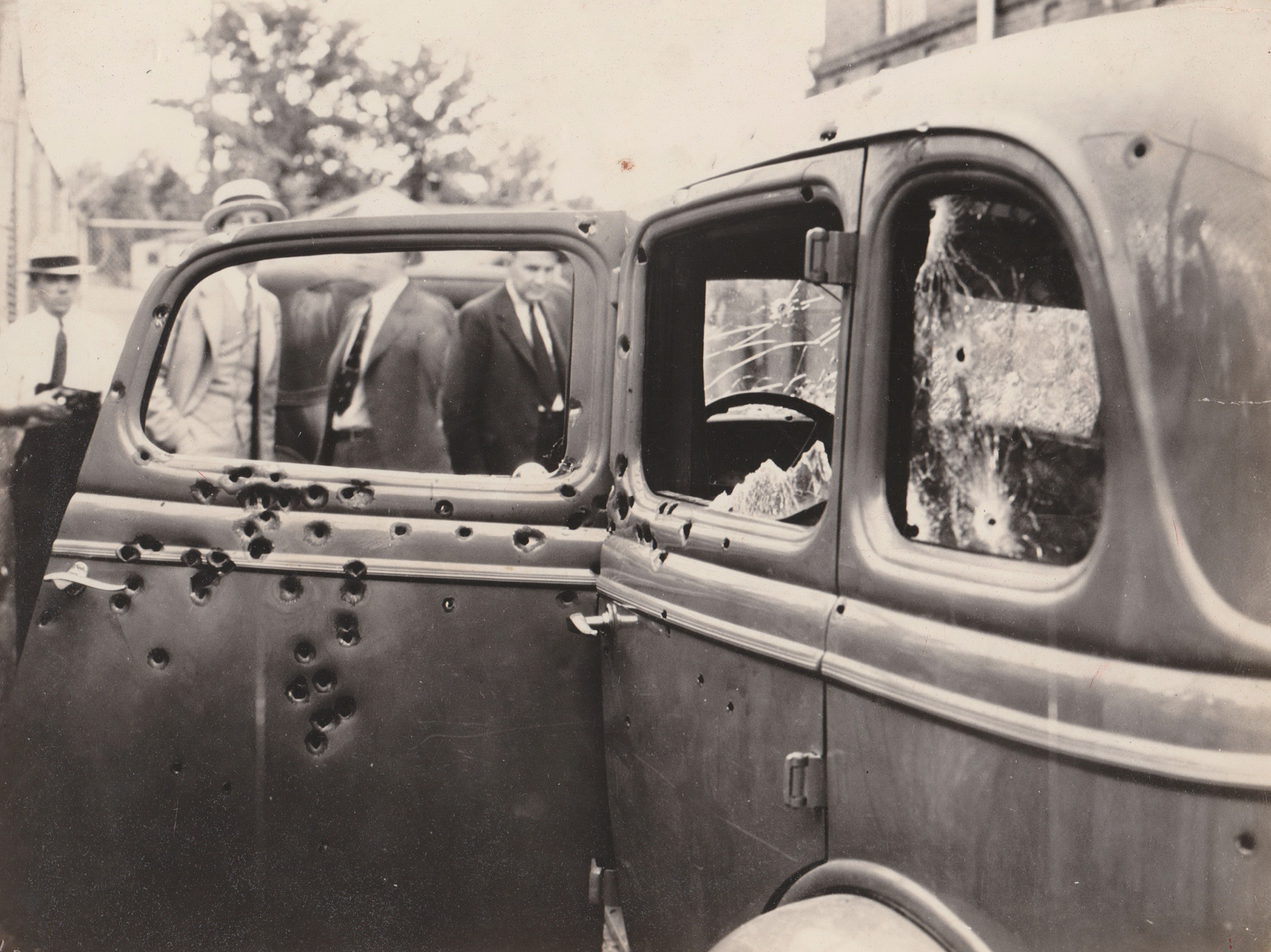
Машина Бонни и Клайда. Стрельба была настолько громкой, что отряд Хеймера весь день страдал от временной глухоты. Сам автомобиль получил 167 пулевых отверстий шансов выжить у Бонни и Клайда не было.

Бэрроу и Паркер попали в засаду и были убиты 23 мая 1934 года, на сельской дороге в Гибсленде, приход Бьенвилл, Луизиана. Их «Ford V8» был расстрелян из засады отрядом из четырёх техасских рейнджеров Фрэнк Хеймер, Б.М.«Мэнни» Голт, Боб Олкорн и Тэд Хинтон) и двух луизианских офицеров (Хендерсон Джордан и Прентисс Морл Окли).167 пуль прошили машину, из них больше 110 попали в бандитов: Бонни—около 60, Клайд—около 50.
Хеймер смог добиться этого, изучив передвижения преступников. Они постоянно пересекали границы пяти штатов среднего запада, пользуясь тем, что полицейские одного штата не имели права действовать в другом, а ФБР ещё не было так влиятельно, как в наши дни. Бэрроу был мастером этой техники, однако, в отличие от Джона Диллинджера, который был активен на всей территории Среднего Запада, Клайд был более последователен в своих перемещениях, так что такой опытный охотник, как Хеймер, смог наметить их предполагаемый маршрут.
Позже Тэд Хинтон скажет журналистам: «Жаль, что я убил девчонку. Она мне так нравилась. У нас даже роман был… Однако, он изначально был обречён на печальный исход».

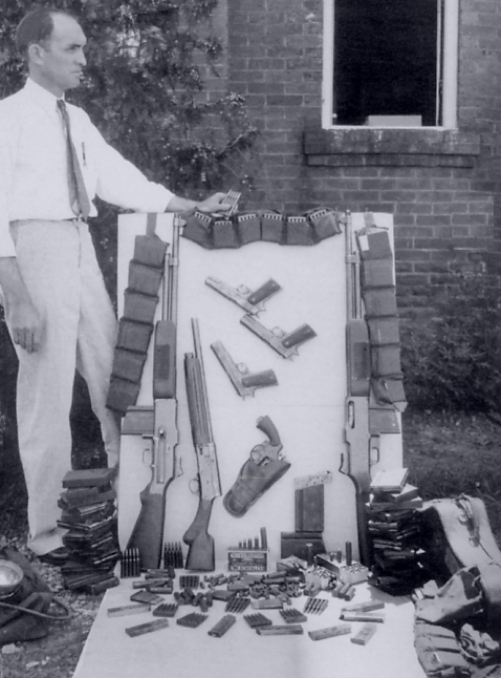
У преступников в «Форде» было более десятка единиц оружия и несколько тысяч патронов, в том числе 100 магазинов BAR на 20 патронов.

## Похороны

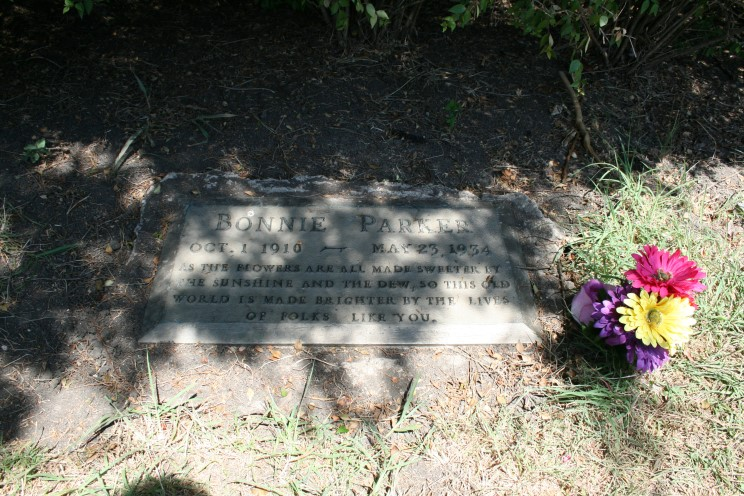
Могила Бонни

Бонни и Клайд хотели быть похоронены вместе, но семья Бонни не позволила этому случиться. Изначально Бонни была похоронена на кладбище Фиштрап в Далласе, но в 1945 году её перенесли в Мемориальный парк Краун-Хилл. Более пятидесяти тысяч человек присутствовали при похоронах Бонни. На её могиле сохранилась надпись, оставленная её матерью:

Как от росы и в сиянии солнца только прекрасней цветы, так и мир этот, старый мир, ярче — лучами таких, как ты.
Оригинальный текст (англ.)
As the flowers are all made sweeter by the sunshine and the dew, so this old world is made brighter by the lives of folks like you.

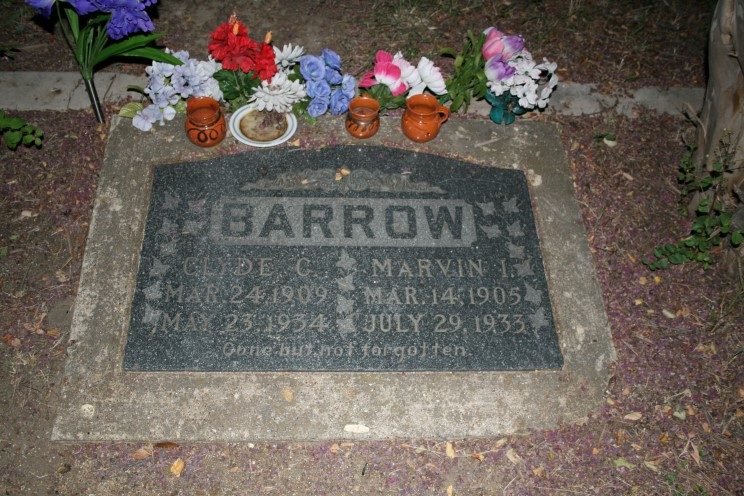
Могила Клайда и Бака

Клайд был похоронен на кладбище Вестерн-Хейтс в Далласе рядом со своим братом Марвином.
Выплаты по страхованию Бонни и Клайда были выплачены в полном объёме. С тех пор политика выплат изменилась: их больше не выплачивали, если застрахованный погиб вследствие совершения им преступления.

## Дальнейшие судьбы участников событий
Сразу после расстрела машины Бонни и Клайда отряд начал исследовать их вещи; из них Хеймер присвоил себе «внушительный» арсенал краденого оружия и амуниции и коробку рыболовных снастей. Олкорн забрал саксофон Клайда, но позже, устыдившись, вернул его семье Бэрроу. Другие личные вещи, такие как одежда Бонни, тоже были унесены с места смерти, и когда семья Паркер попросила их назад, им было отказано. Позже эти вещи были проданы как сувениры. По слухам, находившийся в машине чемодан, набитый наличными, присвоил шериф Джордан. Также он пытался оставить себе саму машину, однако владелица машины, Рут Уоррен, подала на него в суд. По решению суда Джордан вернул машину миссис Уоррен.
В феврале 1935 года двадцать человек, члены семьи и друзья Бонни и Клайда, были арестованы по обвинению в укрывательстве и оказании помощи преступникам. Все двадцать были признаны виновными. Матери обоих по приговору суда провели 30 дней в тюрьме; другие были приговорены от часа ареста для сестры-подростка Клайда Мэри Бэрроу до двух лет заключения для брата Рэймонда Гамильтона Флойда. Среди других обвиняемых были Бланш Бэрроу, В. Д. Джонс, Генри Метвин и сестра Бонни Билли.

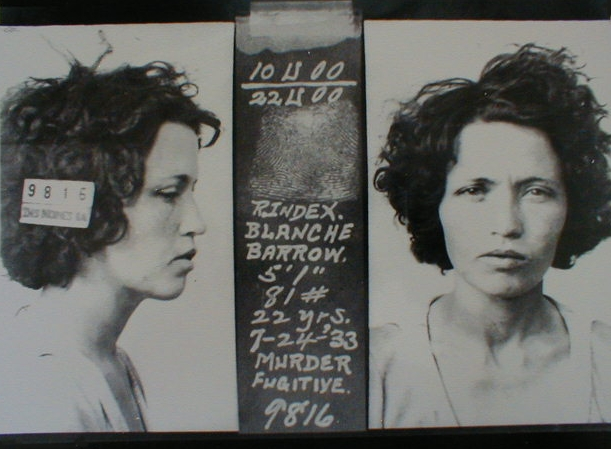
Бланш провела остаток 30-х годов в тюрьме. Когда её арестовали, она весила всего 37 кг

Бланш Бэрроу в результате ранения осколками ослепла на левый глаз. После её ареста в парке Дексфилд она была приговорена к десяти годам лишения свободы, но была освобождена за хорошее поведение в 1939 году. Она оставила своё преступное прошлое позади и вернулась в Даллас, где ухаживала за своим отцом-инвалидом. В 1940 году она вышла замуж за Эдди Фрэйзера; также она работала диспетчером такси и косметологом. Они дружно жили с мужем до его смерти в 1969 году. Она умерла в 1988 году в возрасте 77 лет.
Рэймонд Гамильтон и Джо Палмер были пойманы и обвинены в убийстве. Их казнили на электрическом стуле в один день: 10 мая 1935 года.
В. Д. Джонс сначала нашёл работу в Хьюстоне, но вскоре был обнаружен и арестован. Он дал показания, проливающие свет на сексуальную жизнь банды. Это вызвало волну слухов о неопределённой ориентации Клайда. Джонса обвинили в убийстве Дойла Джонсона и приговорили к 15 годам лишения свободы. Он был убит в 1974 году Джорджем Артуром Джонсом, ревнивым парнем женщины, которой он пытался помочь. Позже Джордж Джонс покончил с собой из того же дробовика, из которого он застрелил В. Д. Джонса.
Генри Метвину предъявили обвинения в убийстве констебля Кэмпбелла в Коммерсе. Он был досрочно освобождён в 1942 году. В 1948 году он погиб под поездом. Считается, что он, находясь в состоянии алкогольного опьянения, заснул на рельсах. Муж Бонни Паркер Рой Торнтон был убит охранниками во время побега из тюрьмы Истхэм в 1937 году.

## Легенда
Образ, которым они были окутаны пару недель в прессе, сильно отличался от их настоящей жизни, особенно в случае с Бонни. Хотя за два года она присутствовала при более чем ста преступлениях, она не была убийцей, какой её изображали в газетах, кинохронике и бульварных детективах того времени. В. Д. Джонс вообще не был уверен, что когда-либо вообще видел её стрелявшей в полицейских. Её репутация любовницы гангстера, дымящей сигарами, возникла на основании игривого снимка, найденного полицией в брошенном убежище банды в городе Джоплин, который был опубликован в прессе. Паркер действительно много курила, но не сигары, а сигареты Camel. Существует также версия, что хоть половая связь присутствовала между Бонни и Клайдом, они все же вступали в сексуальные отношения с остальными участниками банды Бэрроу, а Клайд, следуя некоторым источникам, вероятно, мог быть бисексуалом, так как известно, что Рой Гамильтон был любовником и одного, и другой.
Историк Джефф Гин считает, что именно эти фото стали причиной появления легенды о Бонни и Клайде:

Джон Диллинджер имел внешность любимчика женщин, красавчику Флойду досталось лучшее прозвище, которое только можно придумать, а эти фото создали новых преступных суперзвезд под самым захватывающим торговым знаком — недозволенным сексом. Клайд Бэрроу и Бонни Паркер были дерзки и молоды, и, несомненно, спали друг с другом. Если бы не Бонни, пресса, скорее всего, никогда бы и не заметила Клайда. Дерзкие фотографии Бонни предоставили секс-призыв, шарм, который позволил им приобрести славу гораздо большую, чем они заслуживали своими небольшими кражами и ненужными убийствами, которые и составляли всю их преступную карьеру.

## В массовой культуре
- 1958 — фильм режиссёра Уильяма Уитни «История Бонни Паркер». В роли Дороти Провайн.
- 1967 — фильм режиссёра Артура Пенна «Бонни и Клайд» с Фэй Данауэй и Уорреном Битти в главных ролях.
- 1968 — Bonnie and Clyde — девятый студийный альбом Сержа Генсбура, записанный им совместно с Бриджит Бардо.
- 1992 — фильм режиссёра Гари Хоффмана «Бонни и Клайд: Подлинная история». В ролях Трэйси Нидэм и Дэна Эшбрук.
- 1997 — песня «Бонни и Клайд» группы «Сплин» из альбома «Фонарь под глазом».
- 1998 — ’97 Bonnie & Clyde, песня американского рэпера Эминема.
- 2002 — ’03 Bonnie & Clyde, совместный сингл Бейонсе и Jay-Z.
- 2007 — песня и альбом «Бонни и Клайд» группы «Ночные снайперы».
- 2007 — песня «Бонни и Клайд» группы «Bad Balance» из альбома «Легенды Гангстеров».
- 2008 — песня «Двое против всех» группы «Король и Шут» из альбома «Тень Клоуна».
- 2013 — фильм «Бонни и Клайд» режиссёра Брюса Бересфорда. В ролях Эмиль Хирш и Холлидей Грейнджер.
- 2016 — сериал Отель Элеон 16 серия 2 сезона. В одном из эпизодов серии главные героини Дарья Канаева и Юлия Комиссарова пародийно обыгрывают историю Бонни и Клайда, с ее перенесением на события своей жизни.
- 2017 — песня «Вояж» Сергея Шнурова, российской рок-группы Ленинград, к клипу Ильи Найшуллера. В клипе использовались образы Бонни и Клайда. Роли исполнили Александр Паль и Ирина Мартыненко.
- 2017 — песня «Without You (песня Авичи)» шведского диджея Avicii содержит в себе строчку в припеве с упоминанием Бонни и Клайда: «...I'm gonna Bonnie & Clyde Without You...»
- 2018 — песня «Бонни и Клайд» исполнителя Vance Joy
- 2016 — сериал «Вне времени», 1 сезон, 9 серия.
- 2016 — песня «Bonnie & Clyde» южнокорейского исполнителя DEAN из его первого мини-альбома «130 Mood: TRBL».
- 2019 — фильм компании Netflix «В погоне за Бонни и Клайдом», снятый режиссёром Джоном Ли Хэнкоком[65]. В ролях Кевин Костнер и Вуди Харрельсон.
- 2021 — песня «Бонни и Клайд» исполнительницы Сун Юйци участницы группы (G)I-dle, альбом «A Page».
- 2023 — песня немецкого певца Fancy «Bonnie & Clyde» с альбома «Viva la Vida»